# Muzeum Ziemi Sierakowickiej

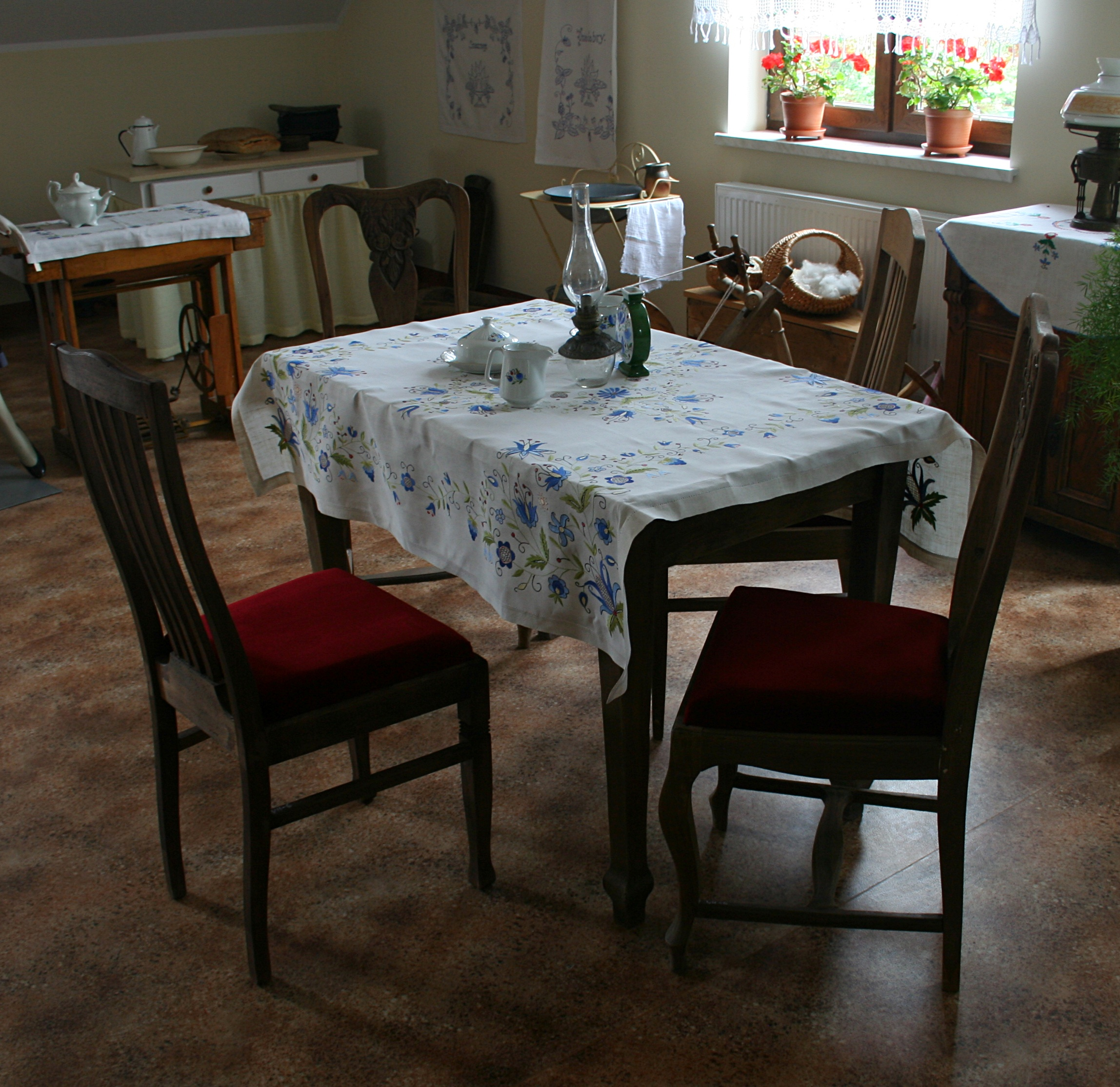
Ekspozycja kaszubskiego domostwa - izba

Muzeum Ziemi Sierakowice – powstała w 1993 roku placówka muzealna w dawnym budynku Gminnego Ośrodka Kultury w Sierakowicach. 
Obejmuje swoim zainteresowaniem teren ziemi sierakowickiej i jej wielopokoleniową spuściznę kulturową. W zbiorach muzeum znajdują się przede wszystkim eksponaty związane z gospodarstwem domowym, rolnictwem, obrzędowością i sztuką ludową oraz dokumenty. Do roku 2006 muzeum zgromadziło ponad 500 eksponatów. Muzeum prowadzi działalność wystawienniczą (wystawy) i edukacyjną (lekcje muzealne).